# Rhône-Poulenc
Rhône-Poulenc var en fransk kemi- och läkemedelskoncern, grundad 1928.
1999 gick Rhône-Poulenc samman med Hoechst AG och bildade Aventis. 2004 gick Aventis i sin tur samman med Sanofi-Synthélabo varpå Sanofi-Aventis bildades.
I Sverige är företaget känt för att deras produkt Rhoca-Gil förgiftat vattnet i Hallandsåsen under tunnelbygget på 1990-talet.